# Less than human
Less than human er en dansk animationsfilm fra 2017 instrueret af Steffen Bang Lindholm.

## Handling
I tiden efter et stort zombie-udbrud er de resterende zombier blevet kureret og placeret i aflukkede lejre. Der har været snak om at sætte zombierne tilbage i samfundet. Journalisten Steve, der rapporterer om sagen, mener, at zombierne udgør en trussel mod samfundet. Derfor begiver han sig ind i en af lejrene for at bevise, at rehabilitering ikke er muligt. Der møder han de to indsatte Andy og Don.

## Produktion
Filmdramaet blev oprettet mellem august 2015 og juni 2016 som en bachelorafhandling af otte studerende ved VIA University College.